# Éva Daigle
 (mai 2025).
Éva Daigle est une actrice québécoise, native de Saint-Jean-Chrysostome.

## Filmographie

### Cinéma
- 2001 : Le Gambit du Fou de Bruno Dubuc ) : Sophie
- 2009 : Fatal de Michaël Youn
- 2012 : La Tache d'Émilie Baillargeon : Une femme
- 2015 : Chasse-galerie : La légende de Jean-Philippe Duval : Mme Taillon

### Télévision
- 2003 : La soirée des Masques de Martin Faucher : rôles multiples
- 2005 : Louise (téléfilm) de Jacques Renard : Nathalie
- 2006 : La folie de Jean Bourbonnais : la sœur
- 2014-2015: Complexe G (série télévisée) de Pierre Paquin : une collègue et Cathy
- 2015 : Ruptures (série télévisée) de Mariloup Wolfe et François Bouvier : Maude
- 2017 : District 31 (série télévisée) : Stéphanie Ruel

## Théâtre
- 2004 : La Bible, mise en scène Antoine Laprise, Théâtre du Sous-Marin Jaune : rôles multiples
- 2004 : Le Cid, mise en scène de Gervais Gaudreault : l'infante
- 2005 : En pièces détachées, mise en scène Frédéric Dubois, Théâtre de La Bordée : Pierrette
- 2006 : Jacques et son maître, mise en scène Martin Genest, Théâtre du Trident : rôles multiples
- 2007 : La leçon, Théâtre des Fonds de Tiroirs : la bonne
- 2008 : La gloire des filles à Magloire, mise en scène Martin Genest, Théâtre de La Bordée : Renelle
- 2008 : Cyrano de Bergerac, mise en scène Marie Gignac, Théâtre du Trident : rôles multiples
- 2009 : L'asile de la pureté, mise en scène Martin Faucher, Théâtre du Trident : Catherine Tayet
- 2012 : Québec-Barcelona, mise en scène Philippe Soldevila, Théâtre Sortie de Secours : Anne
- 2012 : Thérèse et Pierrette à l'école des Saints-Anges, mise en scène Gill Champagne, Théâtre du Trident : Albertine
- 2012 : Madame de Sade, mise en scène Martine Beaulne, Théâtre du Trident : Mme de Sade
- 2014 : Chante avec moi, mise en scène Olivier Choinière, Théâtre du Trident
- 2014: Albertine, en cinq temps, Théâtre du Nouveau-Monde et Théâtre du Trident : Albertine à 40 ans
- 2016 : L'Orangeraie, mise en scène Claude Poissant, Théâtre Denise-Pelletier : Tamara et autres rôles
- 2017 : À toi, pour toujours, ta Marie-Lou mise en scène Alexandre Fecteau, Théâtre de la Bordée : Marie-Louise

## Prix et distinctions

### Récompense
- 2009 : Prix Janine-Angers pour L'asile de la pureté

### Nomination
- 2004 : Prix Paul-Hébert pour Le Cid[2]